# New Orleans Buccaneers 1968-1969
La stagione 1968-69 dei New Orleans Buccaneers fu la 2ª nella ABA per la franchigia.
I New Orleans Buccaneers arrivarono secondi nella Western Division con un record di 46-32. Nei play-off vinsero la semifinale di division con i Dallas Chaparrals (4-3), perdendo poi la finale di division con gli Oakland Oaks (4-0).

## Roster
| N° | Naz.                   | Ruolo | Sportivo        | Anno | Alt. | Peso |
| -- | ---------------------- | ----- | --------------- | ---- | ---- | ---- |
|    | Stati Uniti (bandiera) | A     | David Lee       | 1942 | 201  | 102  |
| 10 | Stati Uniti (bandiera) | G     | Mike Butler     | 1946 | 188  | 77   |
| 11 | Stati Uniti (bandiera) | A     | Ron Franz       | 1945 | 201  | 93   |
| 12 | Stati Uniti (bandiera) | G     | Marlbert Pradd  | 1944 | 191  | 77   |
| 14 | Stati Uniti (bandiera) | G     | Glynn Saulters  | 1945 | 188  | 79   |
| 15 | Stati Uniti (bandiera) | GA    | Jimmy Jones     | 1945 | 193  | 85   |
| 21 | Stati Uniti (bandiera) | AC    | Red Robbins     | 1944 | 203  | 86   |
| 23 | Stati Uniti (bandiera) | GA    | Steve Jones     | 1942 | 196  | 93   |
| 25 | Stati Uniti (bandiera) | AC    | Gerald Govan    | 1942 | 208  | 100  |
| 31 | Stati Uniti (bandiera) | A     | Jasper Wilson   | 1947 | 198  | 91   |
| 32 | Stati Uniti (bandiera) | GA    | Jackie Moreland | 1938 | 201  | 98   |
| 33 | Stati Uniti (bandiera) | C     | Elton McGriff   | 1942 | 206  | 102  |
| 34 | Stati Uniti (bandiera) | AC    | Lee Davis       | 1945 | 203  | 107  |

## Staff tecnico
- Allenatore: Babe McCarthy